# Kurnytowa Koliba

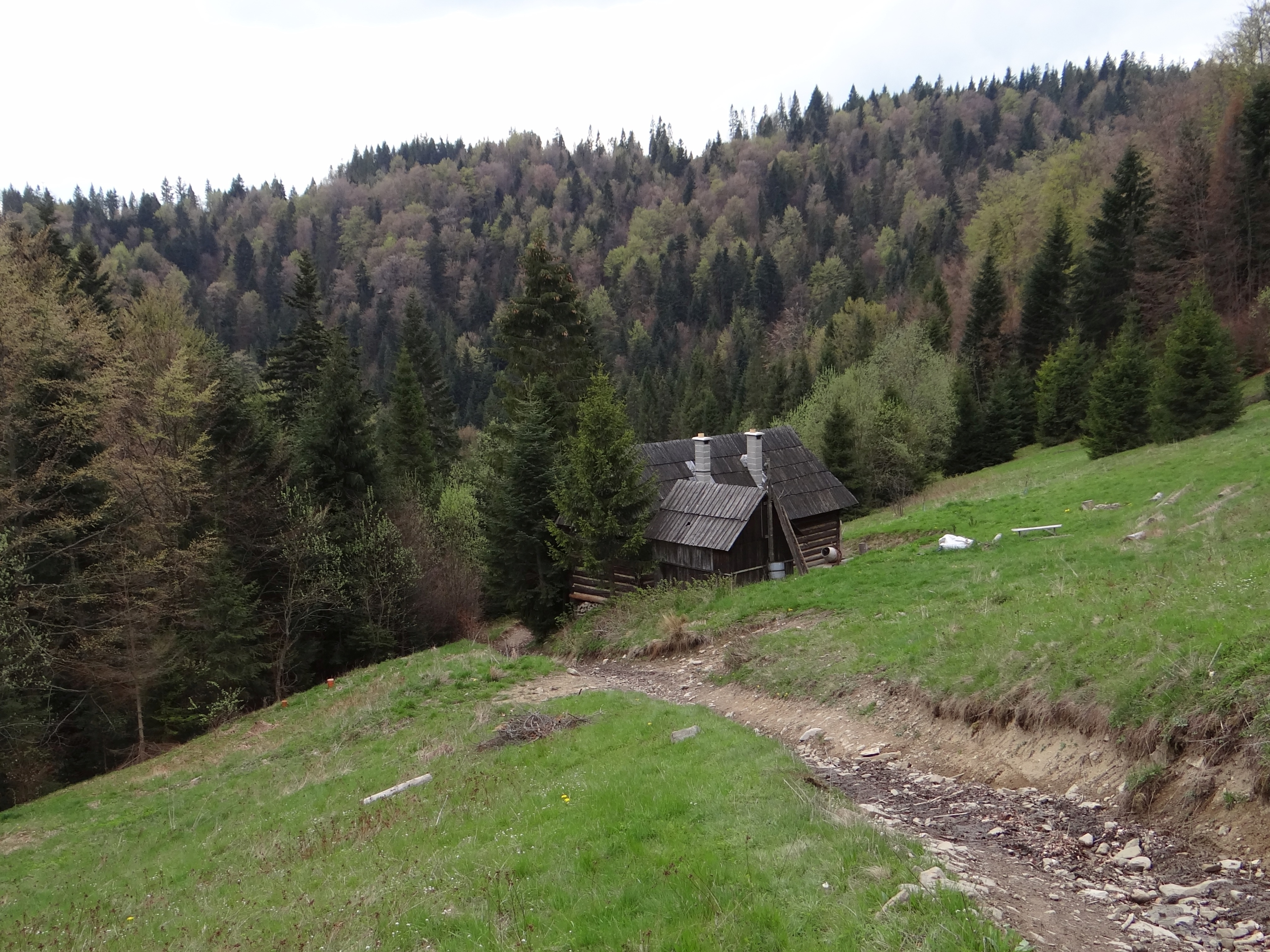
Kurnytowa Koliba w 2016 r.

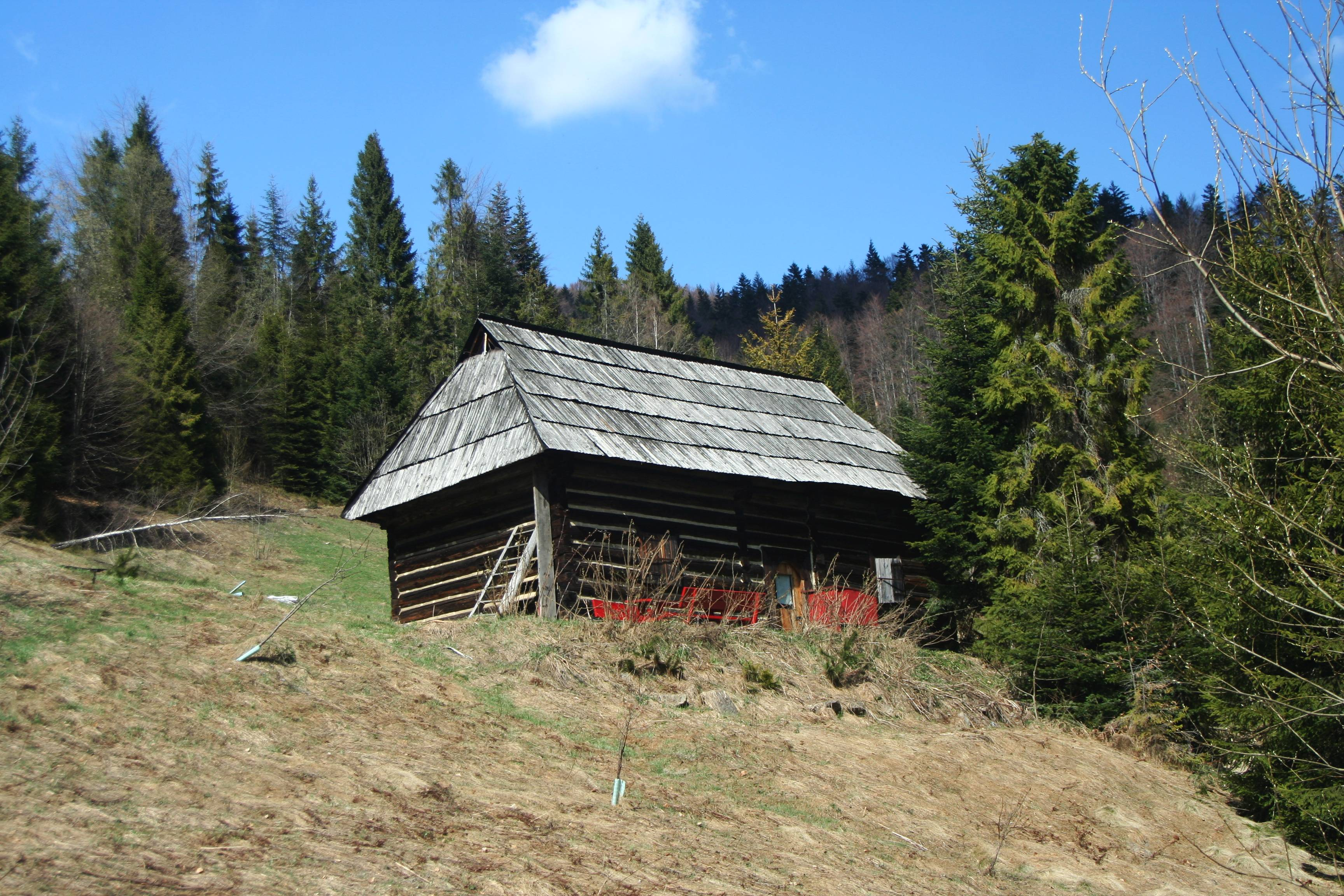
Kurnytowa Koliba w 2019 r.

Kurnytowa Koliba – chata gospodarstwa polaniarskiego na przysiółku Forendówki należącym do miejscowości Ochotnica Górna w województwie małopolskim, w powiecie nowotarskim. Dokładna data powstania nie jest znana, jednak wyryty na nadprożu napis „TATRY 1839” (uważany niekiedy za datę budowy) wskazuje, że może to być najstarszy niesakralny obiekt budownictwa drewnianego w tej miejscowości. Znajduje się w dolnej części Kurnytowej Polany, na wysokości około 950 m n.p.m. Zamieszkiwana była przez Kurnytów i Czepieli. Kiedyś w sezonie letnim na Kurnytowej Polanie, podobnie, jak i na innych gorczańskich polanach i halach prowadzono wypas bydła i owiec. Ze względu na duże odległości i uciążliwe dojście do wysoko w górach położonych pastwisk nie opłacało się codziennie przepędzać bydła. Na czas wypasu rodziny z Ochotnicy wraz z bydłem i niezbędnym dobytkiem przenosiły się ze stałych domów położonych w dolinie rzeki Ochotnica do domków letnich na tych pastwiskach. Domy stałe pozostawiano pod opieką sąsiadów, któregoś z domowników, bądź “na Bożą łaskę”. Do kolib na polanach uciekano także czasami w okresie zagrożenia.
Kurtynowa Koliba to dwuizbowy dom drewniany o konstrukcji zrębowej. Ma jętkowy, kryty dranicami i częściowo gontem dach z niewielkimi okapami i stromymi przyczółkami. Ogrzewana była w typowy dla gorczańskich szałasów sposób kamiennym piecem, rozebranym w latach osiemdziesiątych przez ówczesnych właścicieli. Ślady po przewodach kominowych oraz zwarta, nieprzepuszczająca dymu konstrukcja stropu wskazują, że dom nie miał charakteru kurnej chaty. Obok domu mieszkalnego stała szopa (stodoła i stajnia). Użytkowana była jako pasterska chata letnia do II wojny światowej.
W okresie II wojny światowej Kurnytowa Koliba stanowiła bazę partyzantów. Mieścił się w niej sztab 4 batalionu I Pułku Strzelców Podhalańskich Armii Krajowej. Stąd w dniach 18 i 9 grudnia 1944 r. dowodzący nim kapitan Julian Zapała, ps. „Lampart” kierował akcją ratowania lotników uszkodzonego w wyniku ostrzału artyleryjskiego bombowca B-24-J „California Rocket”, który rozbił się na przełęczy Pańska Przehybka. Ratujący się na spadochronach członkowie załogi zostali zebrani przez partyzantów i do stycznia 1945 r. mieszkali w Kurnytowej Kolibie. Z tego okresu pochodzą otwory strzelnicze wycięte w ścianach budynku.
Po wojnie była zamieszkana co najmniej do lat siedemdziesiątych XX w. przez rodzinę Kurnytów.
Obecnie Kurnytowa Koliba stanowi własność prywatną. Wciągnięta została do ewidencji miejsc historycznych Gorczańskiego Parku Narodowego.
Kurnytowa Chata do 2015 r. znajdowała się poza znakowanymi szlakami turystycznymi. W 2015 r. oddano na wznoszących się nad Kurnytową Polaną szczycie Magurki do użytku wieżę widokową. W związku z tym od doliny Potoku Forędówki przez Kurnytową Polanę poprowadzono ścieżkę edukacyjną. Zaczyna się powyżej asfaltowej drogi wiodącej tą doliną, przy ujściu Mazelonkowego Potoku i oznakowana jest drewnianymi słupkami.

## Szlaki turystyki pieszej
Wschodnimi stokami Borsuczyzn prowadzi ścieżka edukacyjna tworząca zamkniętą pętlę (start i koniec w tym samym miejscu):
 „Dolina Potoku Jaszcze”: Jaszcze Duże (parking) – Jaszcze Małe – Łonna – Pańska Przehybka – Tomaśkula – wieża widokowa na Magurkach – Kurnytowa Polana – Jaszcze Duże. Czas przejścia ok. 3 godz.